# Poessa argenteofrenata
Poessa argenteofrenata là một loài nhện trong họ Salticidae.
Loài này thuộc chi Poessa. Poessa argenteofrenata được Eugène Simon miêu tả năm 1902.